# Hans Jacob Hansen
Aquest autor és citat en taxonomia animal amb el nom «Hansen».
Hans Jacob Hansen (Gentofte, 10 d'agost del 1855 -Bellinge, 26 de juny del 1936) fou un zoòleg danès. Entre altres grups, descrigué la família dels pseudeufasis.

## Literature
- Damkaer, David M.: Hans Jacob Hansen. Journal of Crustacean Biology 15(4), pp. 795 – 796; 1995.